# ووشیا

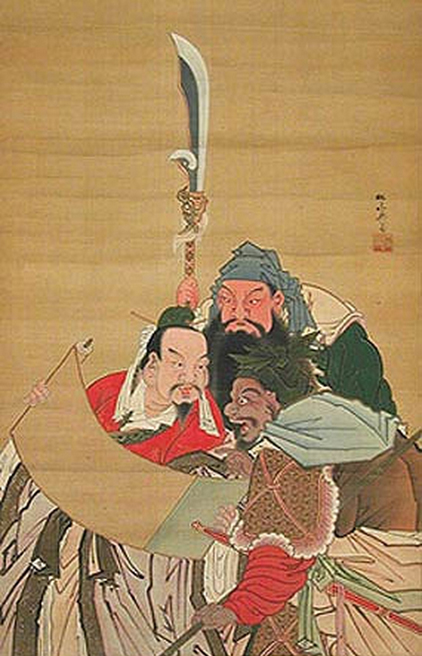
ژانر ووشیا

ژانر ووشیا (Wuxia، 武侠) سبکی در ادبیات معاصر، سنتی، سینما و تلویزیون است. ووشیا از دو کلمه وو که هنرهای رزمی یا نبرد را شرح می‌دهد و کلمه شیا که جوانمرد، قهرمان، سلحشور، لیدر مبارز را شرح می‌دهد ترکیب شده‌است. در حالت کلی ووشیا را می‌توان قهرمان‌های هنرهای رزمی معنی کرد. ووشیا جزئی از فرهنگ چین از زمان قدیم بوده و نویسندگان مشهوری در این ژانر به خلق آثار ادبی مشغولند.

## مهارت‌ها در ووشیا
مهارت‌های مبارزه در ژانر ووشیا شامل:
- کونگ فو.
- استفاده از اشیا معمولی به عنوان سلاح مرگ‌بار مانند: قلم مو، چرتکه، آلات موسیقی، و استفاده ماهرانه از سلاح‌های مخفی.
- استفاده از چینگ گونگ یا توانایی حرکت سریع و سبک‌وزن، که به آن‌ها اجازه می‌دهد روی دیوار حرکت کنند، روی آب شناور باشند یا روی درخت‌ها حرکت کنند (به پرواز دربیایند).
- استفاده از نِی لی یا نِی جین، که قادر به کنترل نیروی درون (چی) و هدایت آن برای حمله، دفاع، درمان یا به استقامت فرابشری دست پیدا کردن.
- استفاده از دیان شوئه یا در تلفظ کانتونی، دیم ماک، یا دیگر فنون برای کشتن، بی‌حس کردن، مسموم کردن یا کنترل حریف به وسیله ضربه زدن به نقاط عصبی با انگشت، آرنج یا ابزار.

## فیلم‌ها
فیلم‌های زیادی در ژانر ووشیا تولید و پخش شده که یکی از معروفترین آن‌ها فیلم ببر خیزان، اژدهای پنهان کاری از آنگ لی است که به خوبی نمایانگر ژانر ووشیا است. فیلم‌های معروف دیگر مانند:
- قهرمان (۲۰۰۲) کاری از جانگ ییمو با بازی جت لی
- خانه خنجرهای پران (۲۰۰۴) کاری از جانگ ییمو با بازی تاکشی کانشیرو
- اعجوبه‌های کونگ فو (۲۰۰۴) کاری از استیفن چو سینگ چی
- قول (۲۰۰۵) کاری از چن کای گو

## کتاب‌ها
رمان‌نویس‌های مشهور ژانر ووشیا شامل:
- جین یونگ
- گو لونگ
- خوانگ یی
- ون رویی آن
- لیانگ یو شنگ
- سیما زی ین
- شیائو یی
- شی وی هان
- شیائو دوان
- وانگ دو لو

## بازی‌های ویدئویی
- شمشیر شوان یوان
- افسانه شمشیر و پری (پهلوانان چین)
- جنگجویان سلسله
- شمشیر شیطانی

## کمیک‌ها
- سواران طوفان
- قهرمان چینی
- افسانه سه قلمرو
- شمشیر بهشتی و خنجر اژدها

## پیوندها
- ووشیا سینما
- ووشیا تلویزیون
- ووشیا کتاب